# Brève masquée
Pitta anerythra
Espèce
Statut de conservation UICN

 VU D1 : Vulnérable
La Brève masquée (Pitta anerythra) est une espèce de passereau appartenant à la famille des Pittidae.

## Répartition
Cette espèce est endémique de l'île de Bougainville en Papouasie-Nouvelle-Guinée et des îles de Choiseul et Santa Isabel dans les Salomon.